# Мещерський Іван Всеволодович
Іван Всеволодович Мещерський (рос. Ива́н Все́володович Меще́рский; 29 липня (10 серпня) 1859, Архангельськ, Російська імперія — 7 січня 1935, Ленінград, РРФСР) — російський та радянський вчений в області теоретичної і прикладної механіки, механіки руху тіл змінної маси. Один з піонерів теоретичного обґрунтування польотів в космос.
Середню освіту отримав в Архангельську. В 1878 вступив і в 1882 закінчив фізико-математичний факультет Петербурзького університету, з 1890 працював приват-доцентом кафедри механіки. Завідував кафедрою теоретичної механіки Петербурзького (потім Ленінградського) політехнічного інституту (з 1902).
Основоположні праці по механіці тіла змінної маси, що стали теоретичною основою розробок різних проблем, головним чином реактивної техніки, небесної механіки. Послідовно проводив в життя ідею тісного зв'язку теоретичної і прикладної механіки. Автор рівняння Мещерського, що визначає прискорення тіла зі змінною масою й описує його рух.
Видатний педагог, що радикально змінив викладання курсу теоретичної механіки. «Збірка завдань по теоретичній механіці» (1911) авторства Мещерського неодноразово перевидавалася в СРСР і за кордоном.
За видатні заслуги в галузі науки І. В. Мещерському в 1928 році було присвоєно звання заслуженого діяча науки. Його ім'ям названо кратер Мещерський на Місяці.